# Cistanche trivalvis
Cistanche trivalvis là loài thực vật có hoa thuộc họ Cỏ chổi. Loài này được (Trautv.) Beck mô tả khoa học đầu tiên năm 1930.